# Lockheed Ventura
Lockheed Ventura byl americký námořní bombardovací a námořní hlídkový letoun užívaný v druhé světové válce. Jednalo se o stroj, který byl vyráběn v různých modifikacích, jako Lockheed Ventura (vyvinutý pro RAF, na základě britských požadavků), B-34 Lexington, B-37, PV-1 a PV-3 Ventura. Později rovněž na základě dobrých zkušeností a s využitím obdobné výrobní technologie byl v pobočném závodě Lockheed Vega zkonstruován a vyráběn zcela nový typ PV-2 Harpoon.
Byly to vcelku dobře vyzbrojené stroje, v roli námořního průzkumného, protiponorkového a protilodního letounu velice účinné. Americké USAAF (armádní letectvo) typ B-34 Lexington nikdy nenasadilo. V řadách britského Royal Air Force sloužilo na 380 letounů, další stroje byly dodány do různých států světa.

## Vývoj
Impuls ke vzniku typu vzešel od britské nákupní komise, která hledala vhodný denní bombardovací letoun. Stroje byly vyvinuty z civilního dopravního letounu Lockheed Model 18 Lodestar pobočkou společnosti Lockheed s názvem Vega v kalifornském Burbanku. Práce na prototypu letounu začaly v květnu roku 1940.
Lockheed Ventura B Mk.I (v USA označen Lockheed B-34 Lexington) poprvé vzlétl 31. července 1941 (sér. č. AE658) s pohonem dvěma osmnáctiválci Pratt and Whitney R-2800-51A4-C s výkonem po 1360 kW. Prototyp byl vybaven hřbetní střeleckou věží Bolton-Paul, ale zcela bez výzbroje. Sériové letouny byly vyzbrojeny osmi kulomety z nichž čtyři sloužily k obraně stroje a čtyři umístěné v přídi trupu ke střelbě na pozemní a hladinové cíle. Celkem 188 vyrobených kusů poháněly motory Double Wasp S1A4-G, jeden exemplář byl pro zkoušky krytů motorů na Lockheed Constellation vybaven pohonnými jednotkami Wright R-3350. Nosnost letounu činila 1140 kg pum nebo další svrhované výzbroje včetně torpéda.
Ventura B Mk.II byla vybavena silnějšími motory Pratt and Whitney R-2800-31 Double Wasp o výkonu po 1470 kW a byla pro Velkou Británii vyráběna po dokončení 188. kusu dřívější varianty. Hlavňovou výzbroj tvořilo opět osm kulometů, u britských Ventur s ráží 7,7 mm. Dva byly umístěny ve sférické otočné věži Bolton Paul Type C na hřbetě trupu, dva pohyblivé zamířené vzad byly instalovány ve střelišti ve vybrání pod trupem a čtyři, z nichž byly dva pohyblivé, mohly být umístěny v částečně prosklené přídi. Celková produkce Ventur II dosáhla počtu 487 kusů.
Po přijetí Zákona o půjčce a pronájmu byla původní 300 kusová objednávka britské vlády na dodání Ventur rozšířena na dalších 200 strojů, které obdržely označení Ventura Mk.IIA. Původní hřbetní střelecká věž byla nahrazena výrobkem společnosti Martin s dvojicí kulometů ráže 12,7 mm.
Od prosince 1942 přebíralo US Navy stroje PV-1, jehož prototyp byl zalétán 3. listopadu 1942. Byly podobné B-34, stroje vyrobené v pozdějších sériích však neměly prosklenou příď. Pod plastikovým krytem tvaru plochého kužele byla většinou instalována anténa radiolokátoru ASV-1. PV-1 byly vyzbrojeny dvěma kulomety ráže 12,7 mm, uloženými v horní části přídě, u později vyrobených strojů někdy doplněnými třemi kulomety stejné ráže, uloženými ve výstupku na místě okénka pod přídí, určeného původně k zaměřování a fotografování. Vnitřní přístrojové vybavení odpovídalo požadavkům námořního letectva, letouny byly určeny k provádění ozbrojeného hlídkování a průzkumu. V pumovnici i pod křídlem mohly nést přídavné nádrže. Místo nádrží mohly být zavěšeny alternativně dvě pumy či hlubinné nálože s hmotností po 454 kg. Ventura PV-1 nesla celkem 2268 kg pum při vzletové hmotnosti obvykle nepřesahující 14 200 kg s pětičlennou osádkou. Ta ke své obraně využívala dva páry kulometů v horní střelecké věži Martin 250CE-13 (ráže 12,7 mm) a v zadním střelišti pod trupem (ráže 7,62 mm).
Z některých PV-1 byla upravena fotoprůzkumná verze PV-1P a v březnu 1943 se v menším počtu objevila noční stíhací verze s radiolokátorem AI Mk.IV se čtveřicí dalších kulometů ráže 12,7 mm v přídi, se kterými v létech 1943 a 1944 operovala např. jednotka VMF(N)-531 "Grey Ghosts" na Šalomounových ostrovech v Jižním Pacifiku.
Produkce PV-1 skončila v květnu 1944 vyrobením 1600 strojů.

## Nasazení

### RAF

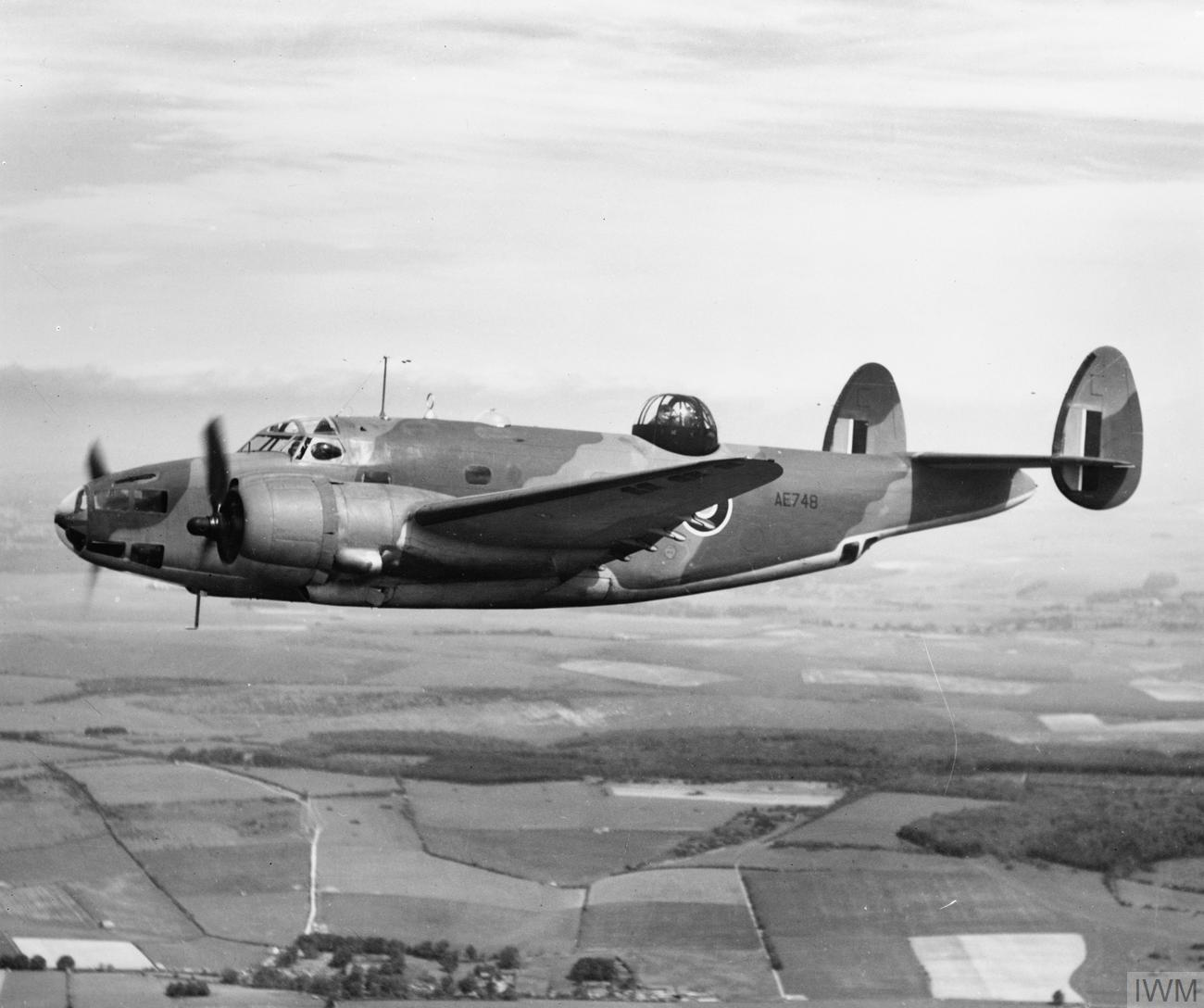
Lockheed B Mk.I Ventura (AE748) RAF

Britové první stroje Ventura B Mk.I přebírali od září 1941, které byly zařazovány ke 2. skupině Bomber Command. K bojové jednotce se typ poprvé dostal 31. května 1942 po dodání dvou kusů Ventur I 21. squadroně v Bodley v hrabství Norfolk. Teprve koncem října se jednotka přemístila s 21 Venturami I a II do Methwoldu, odkud měla podnikat bojové lety.
Velitelství bombardovacího letectva RAF Ventury poprvé nasadilo při denním náletu na továrnu ležící v nizozemském městě Hengelo, provedeném 3. listopadu 1942. Tři stroje 21. perutě nenalezly primární cíl a pumy shodily na železniční uzly.
Od 9. listopadu 1942 s Venturami cvičily další dvě utvořené squadrony, 464. (australská) a 487. (novozélandská) pod velením Wing Commandera F. C. Seavilla, obě se základnou ve Feltwellu.
6. prosince 1942 tvořilo 47 Ventur část ze svazu 93 letadel, který za denního světla z malé výšky napadl továrnu Philips v Eindhovenu. Nad kontinentem a nad mořem bylo ztraceno 9 Ventur, tři se rozbily při návratu v Anglii a ze zbylých bylo 23 poškozeno většinou při srážkách s ptáky.
Začátkem dubna 1943 se 464. i 487. peruť přestěhovala do Methwoldu, odkud se zase 21. peruť pod velením Wing Commandera R. H. S. Kinga přesunula na základnu v Oultonu.
Působení Ventur v rámci bombardovacího letectva pokračovalo do června 1943, kdy byly všechny tři squadrony soustředěné u 2. bombardovací skupiny převedeny do působnosti 2nd Tactical Air Force.
Poslední akcí 487. squadrony s Venturami se stal 24. června 1943 nálet na letiště Meauperthuis jihovýchodně od Paříže, pak se jednotka přesunula do Sculthorpe, kde přezbrojila na stroje de Havilland Mosquito. Poslední Venturu odevzdala 21. září.
464. squadrona ukončila bojové lety začátkem července, poté ve Sculthorpe rovněž převzala Mosquita.
Squadrona č. 21 se v srpnu 1943 přestěhovala do Hartford Bridge v hrabství Hantshire[zdroj⁠?!], kde do 9. září pokračovala v náletech. Ve stejný měsíc začala ve Sculthorpe přezbrojovat na Mosquita. Poslední Ventura jednotky havarovala 25. listopadu při přistání v Bicesteru.
Zbylé Ventury Mk.I a II převzalo Velitelství pobřežního letectva RAF. Zde létaly pod označením Lockheed Ventura GR Mk.I, Coastal Command pak přebíralo také nové stroje Ventura GR Mk.V. V té době už byly všechny objednávky na dodávku Ventur do Británie zrušeny.
Obě verze létaly u 519. a 521. squadrony ve Velké Británii a u 13. a 500. squadrony ve Středomoří. Rovněž ve Středomořské oblasti operovala 624. squadrona při vyhledávání min a speciálních akcích.
Celkem Británie převzala 394 Ventury Mk.I a Mk.II se kterými bombardovací letectvo uskutečnilo 997 bojových letů při nichž došlo ke ztrátě 39 strojů.
Některé stroje RAF byly později upraveny na transportní a sloužily jako Lockheed Ventura C.V u 299. squadrony Transport Command.

### USA

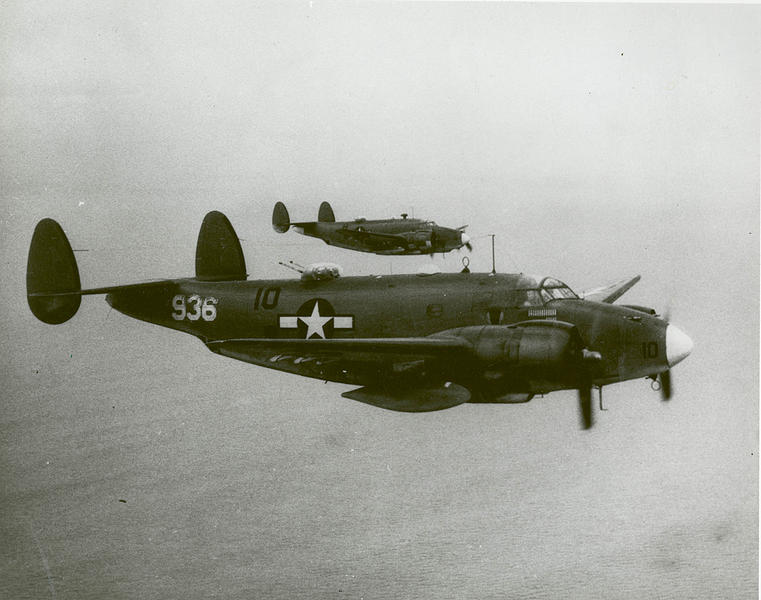
PV-1 letky VB-135, 1944

USAF zpočátku přebíralo letouny určené původně Velké Británii pod civilním označením R Model 37 (resp. R-37) a použilo je jako B-34A (Ventura Mk.IIA) k hlídkování nad pobřežními vodami a k výcviku, B-34B byly v malém počtu využity k výcviku navigátorů.
Dále bylo vyrobeno 18 cvičných exemplářů pro USAAC s označením B-37 podobných B-34, ovšem s oválnými okénky bočních střelišť. Pohon zajišťovala dvojice osmnáctiválcových motorů R-2600-13 o výkonu po 1250 kW. Hlavňová výzbroj se skládala ze čtyř kulometů ráže 7,62 mm a pěti kulometů ráže 12,7 mm. První stroj byl zalétán 21. září 1942, poslední B-37 byl dodán v dubnu 1943.
Americké námořní letectvo obdrželo v září 1942 27 letounů Ventura Mk.II bez střeleckých věží z britské série pod označením PV-3 (Patrol Vega dash three). Převzala je letka VP-82, která do té doby operovala se stroji Lockheed Hudson.
V říjnu již byla připravena k další službě na námořní základně Quonset Point na Rhode Islandu, později se přesunula na základnu Argentia. V květnu se letka přeznačená na VB-125 přestěhovala do Quonsetu, pak do Boca Chica na Floridě a v únoru 1945 do Natalu v Brazílii, kde jako součást wingu FAW-16 sloužila do konce války v Evropě.
Letka VP-93, operující s letouny Consolidated PBY Catalina, přezbrojila na typ PV-3 v listopadu 1942, které již v lednu 1943 vyměnila za nové PV-1. Následně byla přeznačena na VB-126. Po výcviku byly její roje převeleny do Grónska, na základny Argentia a Brunswick ve státě Maine, později na základnu námořní pěchoty Cherry Point a na Floyd Bennet Field v New Yorku. Z této základny zaútočila 7. srpna 1943 na německou ponorku, kterou poškodila. Téhož roku se přemístila do Natalu, kde pod velením FAW-16 působila do konce války.
Na východním pobřeží floridské základny DeLand vznikaly počátkem roku 1943 nové hlídkové-bombardovací squadrony, podléhající velení FAW-12.
První z nich, VB-127, byla založena 1. února 1943. Po výcviku v květnu 1943 byla přeřazena do Brazílie k FAW-16, kde 30. července potopila ponorku U-591. V září pak byla převelena k FAW-15 v Port Lyautey v Maroku, odkud s dalšími jednotkami chránila lodě plující Gibraltarskou úžinou. PV-1 tohoto útvaru 24. února 1945 potopil při koordinované akci nedaleko Gibraltaru ponorku U-761. Port Lyautey bylo domovskou základnou VB-127 do května 1945.
15. února 1943 FAW-12 ustavil letku VB-128, jejíž piloti pocházely z řad instruktorů nebo palubních jednotek s letouny Vought OS2U Kingfisher či Curtiss SOC Seagull. Po jejich ukončení výcviku na Venturách vyslala v polovině května VB-128 roj sedmi PV-1 do kubánské zátoky Guantánamo. Zbytek se přemístil na Floyd Bennet Field, kam se později přestěhoval i roj z Kuby. Zde především chránily lodní provoz kolem města New York. K prvnímu kontaktu s nepřítelem došlo 7. srpna 1943, kdy PV-1 480 km od Norfolku zaútočila na ponorku. Ventura však byla sestřelena palbou protiletadlového děla napadeného plavidla.
Téhož měsíce se VB-128 přes Labrador a Grónsko přemístila na Island, kde se v Reykjavíku připojila k britské squadroně s letouny Consolidated B-24 Liberator. 4. října 1943 PV-1 komandéra Westhofena potopila třemi hlubinnými náložemi ponorku U 336. V prosinci se jednotka přemístila do San Juanu na Portoriku, kde nadále hlídkovala proti ponorkám. V červnu 1944 se vrátila do USA, kde převzala nové PV-1 a začala operovat nad Tichým oceánem.
Letka VB-129 byla ustavena 15. února 1943. Po výcviku byla v květnu přidělena k FAW-16 v brazilském Recife, dále operovala z Natalu, Fortalezy a Ipangy. 11. srpna se podílela na potopení ponorky U 604. V lednu 1944 se navrátila do USA na základnu Quonset Point, poté se přemístila do Elizabeth City v Severní Karolíně, kde opět hlídkovala proti ponorkám. V lednu 1945 byl jeden roj přemístěn na základnu Brunswick, ale v březnu se vrátil do Elizabeth City, kde útvar působil až do května.
1. března 1943 se do výcviku v DeLandu a v Boca Chica zapojila letka VB-130, v červnu přidělená k FAW-11 v San Juanu. V červenci byla převelená na ostrov Trinidad. Dne 6. srpna se její PV-1 podílely na potopení ponorky U-615 u pobřeží Trinidadu. Ve stejný měsíc byla přidělena k FAW-16 do Recife, pak do Fortalezy. V květnu 1944 se vrátila do USA na základny Norfolk a Quonset Point. Do konce války pak zůstala v Elizabeth City.
18. března 1943 byla založena letka VB-131, která se po ukončení výcviku přemístila jako součást FAW-11 do zátoky Guantánamo k protiponorkovým operacím v Karibském moři. V březnu 1944 se vrátila do Norfolku k odpočinku, pak byla nasazena v Tichomoří.
V březnu 1943 byla ustavena rovněž letka VB-132, která jako součást FAW-15 sloužila v marockém Port Lyautey. Zde operovala do listopadu 1944, kdy se vrátila do Norfolku. Do konce války sloužila v Boca Chica.
20. března 1943 vzniklá letka VB-133 ukončila svůj výcvik v červenci a přemístila se do San Juanu k protiponorkovým akcím pod velením FAW-11. 24. července hotovostní PV-1 poručíka R. B. Johnsona pravděpodobně poškodila jednu ponorku. K 15. prosinci byla letka přemístěna na Trinidad, tři stroje odletěly do Britské Guyany, jeden roj po Novém roce 1944 do Curacaa. Oba útvary se vrátily v únoru na Trinidad, odkud VB-133 operovala do poloviny dubna. V tu dobu byla stažena do Norfolku, pak reorganizována a odeslána do Pacifiku.
Dne 1. dubna 1943 byla založena letka VB-134. Po obvyklém výcviku byla přemístěna do Cherry Pointu v Severní Karolíně, kde pod FAW-5 působila do listopadu. Pak se přemístila do Recife k FAW-16, kde zůstala do dubna 1945.
Letka VB-141, ustavena 1. června 1943, byla převelena do zátoky Guantánamo k FAW-11. Její roje byly v říjnu a listopadu přiděleny do San Juanu, na Trinidad a do Guyany. V prosinci se celá letka Ventur přemístila do Curacaa k protiponorkovým akcím a pronásledování německých lodí. Od poloviny dubna do půli června 1944 se její osádky střídaly ve výcviku v užívání neřízených raket u FAW-5 v Boca Chica. V červenci se přesunula na námořní základnu v Beaufortu v Jižní Karolíně, odkud vzlétala až do konce války.
Letka VB-143 po vzniku dokončila výcvik v Boca Chica 16. srpna 1943, pak se přemístila do Recife k FAW-16. 28. ledna 1944 zahájila protiponorkové operace z Iptanga u Bahie, při kterých spolupracovala s letkami VP-204 a VP-211 s letouny Martin PBM Mariner. V květnu 1944 se VB-143 přemístila do Curacaa, kde operovala s letkou VS-37, jež měla ve výzbroji stroje Douglas SBD Dauntless. V červnu se přemístila do Boca Chica kde cvičila odpalování palubních raket. Poté se rozdělila na šest osádek se základnou v Chicoteauge ve Virginii k přeškolení na typ Consolidated PB4Y-1, zbytek sloužil nadále v Boca Chica jako pomocná protiponorková jednotka. Následně i zbylé osádky přešly do Chicoteaugui. Celá letka byla po přeškolení na PB4Y-1 přeznačena na VPB-143 a přesunula se na pacifické bojiště.
15. června 1943 došlo k utvoření letky VB-145, která se po výcviku přemístila do Natalu k FAW-16, odkud plnila bojové úkoly do února 1945. Tehdy byla převelena do San Juanu a potom do Brunswicku, kde sídlila do konce války.
VB-147 byla ustavena na základně Beaufort 15. srpna 1943, v říjnu, po ukončení výcviku, sídlila na Floyd Bennett Field. V únoru se její domácí základnou stal Quonset Point, v březnu byla s Venturami převelena do Elizabeth City, v květnu na Trinidad, v červenci do San Juanu a v prosinci do Curacaa, kde ji zastihl konec války.
VB-149 byla založena 1. října 1943 rovněž na základně Beaufort. V listopadu se přemístila do Cherry Pointu, v lednu 1944 se vrátila zpět do Beaufortu a v červenci sloužila na základně USAAF Otis Field ve státě Massachuttes. V říjnu byla s Venturami převelena do Tichomoří.
Ventury byly v dubnu 1943 nasazeny v Tichomoří na Aleutských ostrovech na Aljašce. Jako prvá dorazila na ostrov Adak letka VB-135, o 18 dní později následovaná letkou VB-136. Potom se VB-135 přemístila do Amčitky, odkud vzlétala proti Japonci obsazené Kisce. V srpnu se letka VB-135 přemístila na nově vybudované letiště v Casco Cove na východě ostrova Attu. Po náletu japonských bombardérů Micubiši G4M2 ze základny na Kurilách se na Attu přemístila z Adaku i VB-136. V prosinci 1943 obě letky na Aleutských ostrovech vystřídala VB-139 se svými PV-1. Do května, kdy ji opět vystřídala VB-135, uskutečnily PV-1 VB-139 78 fotoprůzkumných a bombardovacích letů. VB-135 pokračovala v podobných operacích nad Kurilami a v červnu byla doplněna letkou VB-136, vybavenou novými PV-1 s vylepšeným rádiovým vybavením, automatickým palivovým systémem a trojicí pevných kulometů M2 Browning ráže 12,7 mm pod přídí.
V říjnu 1944 byla VB-135 vystřídána na Attu letkou VPB-131, vybavenou Venturami z posledních sérií, vyzbrojenými raketami HVAR. Stroje VPB-131 přitom doprovázely letouny Consolidated B-24 Liberator při bombardování Kuril. Od ledna 1945 VPB-131 podnikala na Kurily samostatné útoky čtveřic PV-1 s raketami.
Od jara 1943 začaly Ventury operovat i nad Atlantským oceánem. Již 27. dubna 1943 zde PV-3 pod velením poručíka Thomase Kinaszczuka z jednotky VP-82 potopila u pobřeží New Foundlandu německou ponorku U-174, do konce války potopily osádky Ventur celkem šest ponorek.
Bojovému nasazení v Tichomoří předcházel výcvik osádek na základnách na západním pobřeží USA v Alemedě, Moffet Fieldu a Whidbey. Pak následovala krátká operační služba na ostrovech Midway a Johnston. První jednotkou s PV-1 v jižním Tichomoří byla VB-137, která svoji činnost zahájila v květnu 1943 na Samoách a ostrovech Ellice.
Letectvo US Marines založilo 1. dubna 1943 na své základně Cherry Ponit svou první noční stíhací letku VMF (N)-531, pro kterou byl jako nejvhodnější letoun vybrán typ PV-1. 15. května 1943 útvar přelétl do San Diega, kde nadále pokračoval ve svém výcviku. Následně byla letka přemístěna na ostrov Vella Lavella v Šalomounově souostroví a stala se tak prvním nočním stíhacím útvarem v Tichomoří. Když byla VMF (N)-531 v červnu 1944 v akcích vystřídána, měla na kontě 12 potvrzených sestřelů.
Další jednotkou s Venturami se stala letka VB-140, která po skončení výcviku v srpnu 1943 přelétla na Henderson Field na Guadalcanalu. Začátkem září bylo šest jejích strojů převeleno na Russellovo souostroví, odkud Ventury prováděly kromě pátracích akcí rovněž bombardování a ostřelování japonských základen na ostrovech Kahili a Kolombangara.
K VB-140 se na Russellově souostroví v říjnu 1943 připojila letka VB-138 a oba útvary pak operovaly společně.
První tři Ventury letky VB-142 přelétly na korálové letiště na Tarawě 21. prosince 1943, kde ihned začala s pátráním po nepřátelských lodích a ponorkách. Současně prováděla bombardování japonských základen na Marshallových ostrovech. 29. a 30. ledna 1944 podporovala útoky na hlavní letiště na ostrově Mille, čímž se jí podařilo zabránit japonským náletům na výsadkové jednotky směřující k ostrovu Kwajalein.
Po obsazení Kwajaleinu a Majuro podnikala VB-142 občasné nálety na ostrovy Mille, Wotje a Jaluit. V dubnu ponechala roj na Majuro a ostatní Ventury uskutečnily řadu útoků na Tarou, kde rovněž vyřadily místní letiště. Dne 3. května 1944 uskutečnilo za soumraku 12 PV-1 nálet na letiště v Nauru. Během června nálety na Nauru a na Oceánské ostrovy pokračovaly.
Již 12. ledna 1944 přiletěla na Tarawu letka VB-144 s úkolem podílet se na vylodění na Marshallově souostroví. Střídala se pak denně v hlídkových akcích s VB-142. Rušivé útoky se uskutečňovaly také proti Nauru, Taroi, Jaluitu a Taongi v Marshallově souostroví a Kusaii na Karolínách. Po vylodění na Kwajaleinu začátkem dubna zahájil jeden roj akce z Roi. V polovině července se zbytek VB-144 přemístil do Roi, odkud celá jednotka operovala do vystřídání letkou VB-133 dne 1. dubna 1944.
Na podporu invaze na Filipíny byla vyslána letka VPB-137 s 15 novými PV-1. Ze základny Kanehoe Bay na Havaji přelétla do Los Negres, kde ihned začala s hlídkovými lety. 29. listopadu 1944 se jednotka přemístila na Morotai, odkud její Ventury podnikaly bombardovací akce proti Japoncům na ostrově Tobi a základně plovákových letounů Micubiši F1M2 v Lalosu. Na 1. ledna 1945 připadl přílet letky VPB-128 do Owi, kde posílila VPB-137. 5. ledna 12 Ventur VPB-128 přelétlo do Taclobanu na Leyte a bylo předáno letce VPB-137, se kterými pokračovala v protiponorkových hlídkách. Od března 1945 tato jednotka operovala rovněž z Morotai a Clark Fieldu. 15. dubna se Ventury s domovskou základnou na Taclobanu přemístily na Samar a hlídkovaly a ostřelovaly plavidla u čínského pobřeží.
V květnu 1945 měla letka VPB-137 na stavu 12 Ventur. Po šesti z nich operovalo ze Samaru a z Clark Fieldu. 15. května byly hlídkové lety z Clark Fieldu zrušeny a jednotka podnikala útoky na ostrov Formosa (Tchaj-wan) a severní Luzon. 27. května se stroje z Clark Fieldu přemístily na Samaru a VPB-137 pak až do 8. června útočila raketami a pumami proti cílům na Formose. Poté odlétla na Havaj.
Letka VPB-128 zahájila operační lety po přesunu na Samar v březnu 1945, kde doplnila početní stav Ventur. Od 18. do 22. března letka zničila dvě ponorky a dvě poškodila. 5. dubna se VPB-128 přesunula do Puerta Princessa na filipínský ostrov Palawan a zahájila útoky proti japonským plavidlům. Po 28. dubnu jako součást přípravy vylodění na Borneo útočila na jeho pozemní cíle. K 21. květnu 1945 se letka přemístila na ostrov Tinian, odkud do kapitulace Japonska podnikala pátrací lety.
V červenci 1944 vystřídala na Tarawě letku VB-142 jednotka VB-150 a v srpnu na Roi letku VB-144 útvar VB-133. Tehdy se také na Tarawě k VB-150 připojila VB-151 a všechny tři letky podnikaly útoky na Marshallovy a Gilbertovy ostrovy, na Nauru a Wake.
Ještě v srpnu se VB-150 přemístila na Mariany na letiště North Field a 30. srpna ji následovala VB-151. Ventury obou jednotek pak společně napadaly cíle na Paganu, Yapu a Woleai.
VPB-133 pokračovala v podobných akcích na Marshallových ostrovech až do prvních měsíců roku 1945. V březnu pak vystřídala VPB-150 na Tinianu, kde prováděla pátrací lety směrem na jihozápad od Marian a útočila na Woleai, Puluwat a Lamotrek. 23. března 1945 se roj šesti Ventur přesunul na ostrov Iwodžima, odkud pokračoval v útocích na japonské strážní čluny, které započaly dva PV-1 letky VPB-151 14. března. Následně byl roj Ventur stažen na Tinian, kde po zbytek března hlídkoval a útočil na Truk a Woleai. V květnu se devět letounů vrátilo na Iwodžimu k dalším útokům na strážní čluny. Denně rovněž prováděly pátrací akce v sektoru od Iwodžimy až po ostrovy Kjúšú a Honšú.
Od začátku června VPB-133 hlídkovala převážně západním a jihozápadním směrem od ostrova Iwodžima, v druhé polovině tohoto měsíce byl roj z ostrova odvolán na Tinian. Do konce června a celý následující měsíc VPB-133 útočila na ostrovy Alot, Puluwat, Woleai a Lamorak v Karolínách. V červenci byl roj tří Ventur poslán na Peleliu, odkud podnikaly noční i denní lety proti ponorkám, přičemž každý noční let zahrnoval rušivý nálet na Babelthuap.
Brzy po skončení války byly PV-1 ze služby US Navy vyřazeny.

### RCAF
Kanadské letectvo RCAF obdrželo v letech 1942–1943 celkem 286 kusů letounů Lockheed Ventura. Jako první se ve službě objevilo 21 strojů verze Mk.I, následovaných 265 kusy verze Mk.II, objednaných původně RAF. Většina z nich pak létala u přeškolovací jednotky 34.OTU v Pennfield Ridge v provincii Nový Brunšvik.
Hlavní dodávku však představovaly Ventury GR Mk. V určené k námořnímu protiponorkovému hlídkování. Přímo od výrobce v Kalifornii je do Kanady přelétávali letci RCAF. Stroje obdržely kanadská sériová čísla 2141 až 2277, v dodávce bylo ještě 20 letounů původně určených RAF (seriály v řadě FN a PP), které přešly k 34.OTU (Operational Training Unit). U jednotky, která používala Ventury od června 1942 do května 1944, se cvičily nejen osádky RCAF, ale také RAF.
Během druhé světové války operovalo RCAF s Venturami u následujících operačních jednotek:
- 8. peruť létala s Venturami od léta 1943 ze Sea Islandu v Britské Kolumbii, později z Port Hardy a končila v Patricia Bay v květnu 1945.
- 113. peruť používala Ventury GR Mk. V od května 1943 do srpna 1944 a vystřídala základny Sydney v Novém Skotsku a Torbay (Newfoundland).
- 115. peruť sloužila od srpna 1943 v Patricia Bay v Britské Kolumbii, od března do srpna 1944 z Tofina ve stejné provincii.
- 145. peruť používala Ventury od dubna 1945 v Torbay, v listopadu 1943 se přesunula do Nového Skotska do Dartmouthu, kde vydržela až do srpna 1944.
- 149. peruť létala nejprve v Patricia Bay a později z Annette Island na Aljašce. S Venturami končila v srpnu 1944 v Torrance v Britské Kolumbii.

Do kontaktu s nepřítelem se dostaly ojediněle, zaznamenány jsou případy napadení německých ponorek letouny 113. a 145. perutě. Ke konci války perutě plnily úkoly dopravní a spojovací, od srpna 1944 začaly být Ventury stahovány do zálohy. Několik strojů bylo přestavěno na vlečné cílových rukávů a v této funkci vydržely poslední až do začátku padesátých let u pomocných cvičných jednotek, např. v ontarijském Trentonu.

### RAAF

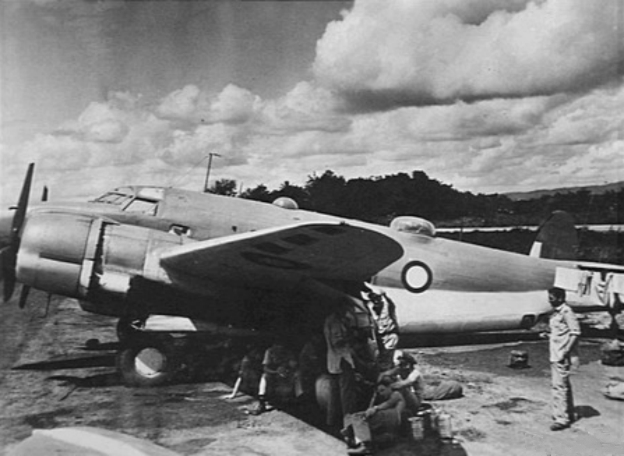
Ventura 37. perutě RAAF v Merauke, 1944

Australské letectvo převzalo první ze svých 20 Ventur Mk.IIA 18. května 1943, které byly přiděleny 4. a 11. spojovací jednotce.
Později pak RAAF převzalo 55 PV-1 od US Navy, které operovaly především u 13. squadrony na Nové Guineji. Ve službě byly nakonec nahrazeny letouny Bristol Beaufort australské výroby. Royal Australian Air Force užívalo Ventury až do rozpočtového roku 1946 až 1947, pak je vyřadilo.

### RNZAF

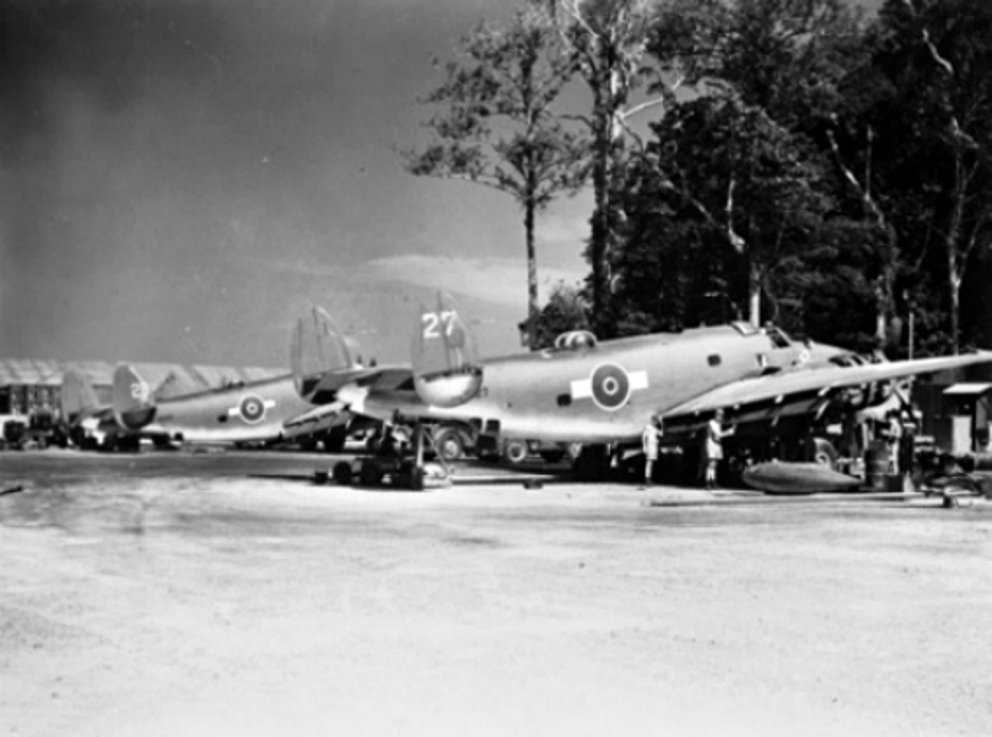
Lockheed PV-1 Ventura, RNZAF, Green Island, 1944

Novozélandské letectvo celkem převzalo 139 Ventur, z toho 23 kusů Mk.II a 116 PV-1. Sloužily u 1., 2., 3., 4., 8. a 9. squadrony a užívaly se na Šalomounově souostroví k bombardování, průzkumu a záchranných akcích. RNZAF vyřadilo Ventury v roce 1946 po rozpuštění 2. perutě.

### SAAF

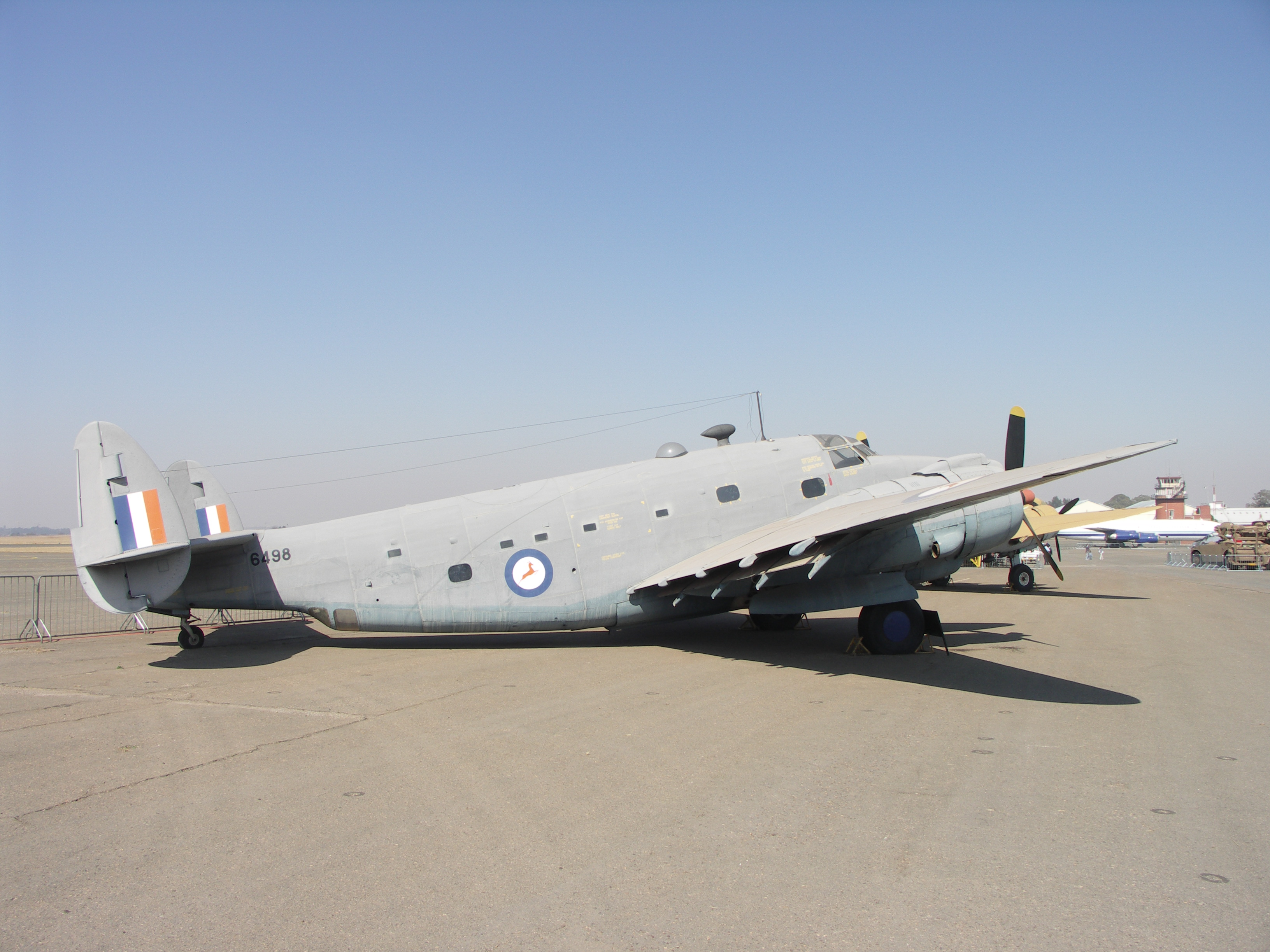
Lockheed PV-1 Ventura SAAF

Jihoafrické letectvo obdrželo celkem 135 Ventur Mk.I a Mk.II a 134 Ventur GR. Byly zařazeny k 22., 23., 25., 27. a 29. squadroně, které tvořily ochranu spojeneckých lodí ve vodách kolem mysu Dobré naděje. Ve středomoří operovala 22. squadrona z Gibraltaru a 27. od konce roku 1944 uskutečňovala na Balkáně nálety na německé lodě a ponorky. Po válce SAAF i nadále užívalo Ventury GR Mk.V, z nichž některé sloužily u 2. námořní skupiny až do 60. let.

### Další uživatelé
Začátkem roku 1944 bylo malé množství Ventur dodáno letectvu Svobodných Francouzů, u nichž sloužily u Flotilly 6F (Flottille d'Exploration) v Casablance, dokud nebyly v prvních poválečných letech nahrazeny stroji Bloch MB.175.
Během války brazilské letectvo (Forca Aérea Brasileira) obdrželo od US Navy 14 PV-1, které sloužily u jednotek 1° a 2° Grupo de Bombardeio Médio.

## Hlavní technické údaje typu Lockheed-Vega PV-1 Ventura
- Osádka: 5-6 mužů
- Pohonné jednotky

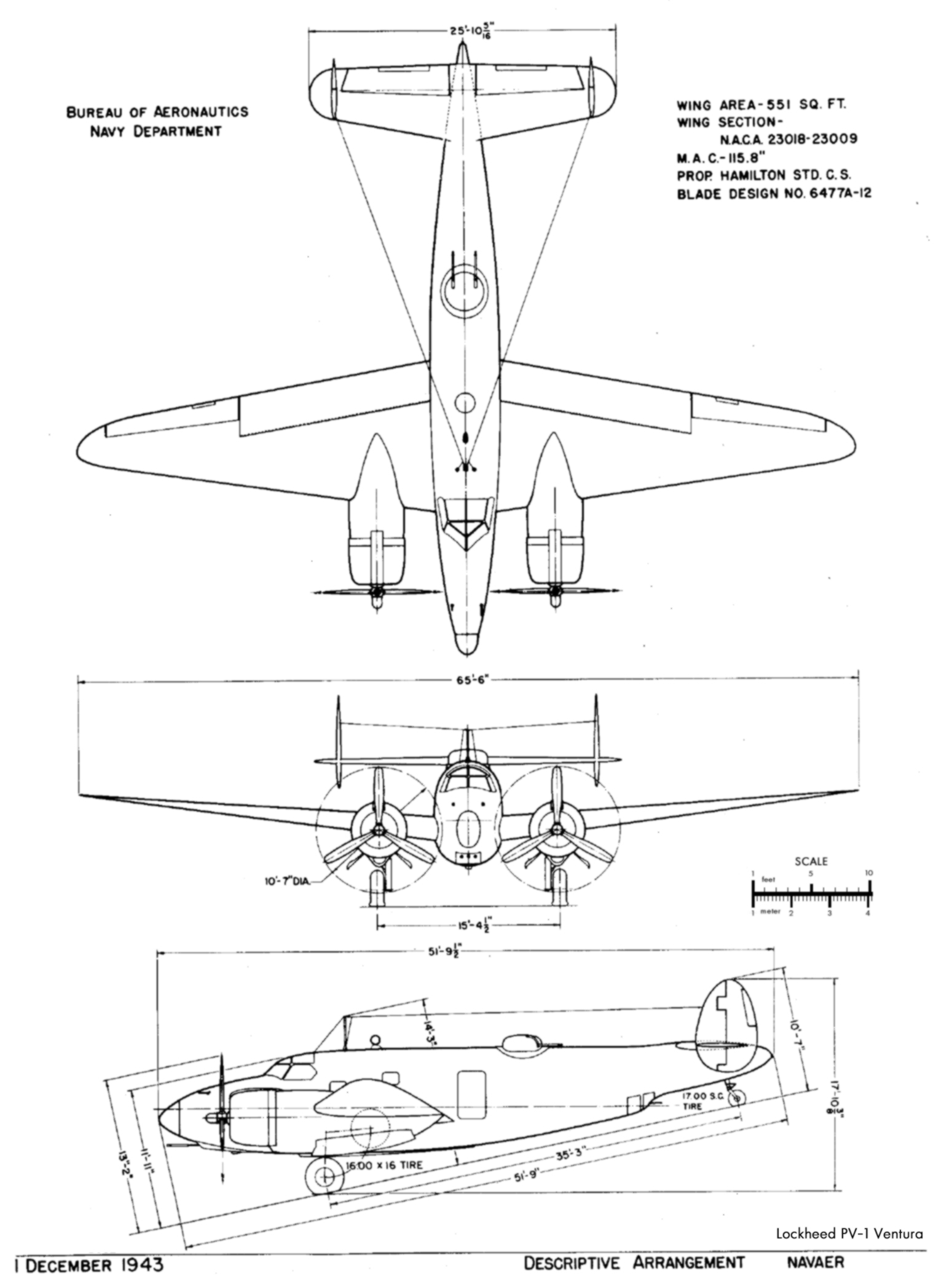
PV-1

  - Dva vzduchem chlazené dvouhvězdicové osmnáctiválce Pratt & Whitney R-2800-31 Double Wasp
  - maximální výkon motoru: 2000 hp (1491,4 kW)
- Rozpětí: 19,964 m
- Délka: 15,773 m
- Výška: 3,632 m
- Nosná plocha: 51,19 m²
- Hmotnost prázdného letounu: 9 161 kg
- Vzletová hmotnost: 14 096 kg
- Max. vzletová hmotnost: 15 422 kg
- Maximální rychlost: 518 km/h ve výšce 4206 m
- Cestovní rychlost: 273 km/h
- Dostup: 8016 m
- Dolet: 2188 km
- Maximální dolet: 2671 km

### Výzbroj
- 2 × kulomet Browning ráže 12,7 mm v přídi
- 2 × kulomet ráže 12,7 mm ve hřbetní věži
- 2 × kulomet Browning ráže 7,62 mm ve střelišti pod trupem
- 6 kusů 147kg hlubinných pum, nebo 6 kusů pum o hmotnosti do 227 kg